# Coprophilus sexualis
Coprophilus sexualis är en skalbaggsart som beskrevs av John Henry Leech 1939. Coprophilus sexualis ingår i släktet Coprophilus och familjen kortvingar. Inga underarter finns listade i Catalogue of Life.